# Kadiatou Kanouté
Kadiatou Kanouté (arabisch كادياتو كانوت; * 11. Juni 1978 in Bamako) ist eine ehemalige malische Basketballspielerin.

## Leben
Bei den Olympischen Sommerspielen 2008 in Peking war Kanouté Teil der malischen Nationalmannschaft.